# Carteret-szigetek
A Carteret-szigetek vagy Carteret-atoll (angolul Carteret Islands, Carteret Atoll, egyéb elnevezései Tulun-szigetek, Kilinailau-szigetek) Pápua Új-Guineához tartozó szigetcsoport Óceániában, Bougainville-től 86 kilométerre északkeletre, a déli szélesség 4°45', a keleti hosszúság 155°24' alatt. A 30 kilométeres átmérőjű, öt nagyobb tagból (Han, Jangain, Yesila, Yolasa, Piul) álló, 0,6 km²-es területű atoll legnagyobb tengerszint feletti magassága 1,5 méter.

## Története
A szigeteket Philip Carteret fedezte fel 1767-ben. 1896-ban egy helyi bennszülött asszony, helyi nevén Emma Coe „királynő” vásárolta meg az atollt mindössze négy fejszéért és 4,5 kilogramm dohányért. A szigetek német védnökség alá kerültek, ezt kihasználva a főnökasszony a közeli Új-Írországból munkásokat költöztetett be, kivágatta az összes fát, helyettük kókuszpálmákat ültettetett. A gazdaság a kókusztermelésen és a koprakivitelen nyugodott. A tengerszint növekedésének következményeként 2005-ben már csak 1000 lakosa volt a szigeteknek.

## Tengerszint-emelkedés
A lakosok 30 éven át védőgátak építésével és mangroveerdők telepítésével próbáltak védekezni a növekvő tengerszint ellen, de mindhiába. 2003. november 25-én a Pápua Új-Guinea-i kormány elrendelte a sziget teljes kiürítését. Amíg Montrealban 2005-ben zajlott a Kiotói jegyzőkönyv elfogadása, aközben a Carteret-szigeteken megkezdődött a lakosság evakuálása egy biztosabb helyre, a közeli Bougainville-szigetekre. A kitelepítés 10 családonként folyik, befejezését 2007-re várták, de a pénzügyi források hiánya hátráltatta. Ez az első eset, amikor teljes népcsoportot kellett kitelepíteni részben a globális felmelegedés miatt. 2007-ben a kutatók 2015-re jósolják a szigetek teljes alámerülésének időpontját.
A szigetek süllyedésének egyik oka az lehet, hogy a zátonyokba két lyukat robbantottak, amiknek a helye a műholdképeken jól megfigyelhető.
A kőzetlemezek tektonikus mozgása is szerepet játszhat a növekvő tengerszintben, mivel ilyen szempontból a Carteret-szigetek a Föld egyik legbonyolultabb területén fekszik, még egy aktív vulkán is van a közelében.
Végül, de nem utolsósorban, lehetséges, hogy mivel a Carteret-szigetek egy kialudt vulkán teteji korallzátonyon alakultak ki, az óceán egyszerűen kimosta alóla a sziklát.
A Carteret-atoll a korallszigetek végső stádiumának klasszikus példája.
A Carteret-szigeteken, Tuvalun, a Maldív-szigeteken és a Barbadoson kívül másik 42 kis szigetállamot is veszélybe sodort az emelkedő tengerszint, a túlhalászás és az ivóvízhiány.
Norman Myers (az Oxfordi Egyetem professzora) kijelentette: „ez csak a kezdet… 2050-re évente 200 millió embernek kell otthonát elhagynia a klímaváltozás miatt.”
„Túl késő van már azon aggódni, hogyan vagy hogy miért történik mindez. Egy biztos: a Carteret-szigeteket elnyeli a tenger”. – Steve Marshall.